# مقبرة ياركون
مقبرة ياركون (بالعبرية: בית העלמין ירקון)، هي المقبرة الرئيسية لمنطقة تل أبيب بدولة إسرائيل، حيث دفن عدداً من مشاهير إسرائيل من أمثال سارة دورون والمؤرخ شلومو ارونسون والشاعر ديفيد أفيدان، وغيرهم.